# Коржавый, Алексей Пантелеевич
Алексей Пантелеевич Коржавый (5 августа 1942, Пороз, Курская область — 1 февраля 2022, Калуга) — советский и российский учёный, доктор технических наук, лауреат Государственных премий СССР и Российской Федерации, заслуженный деятель науки РФ.

## Биография
Родился 5 августа 1942 года в с. Пороз Белгородской области. Окончил физико-технический факультет Харьковского государственного университета (1965).
В 1966—1993 годах — начальник лаборатории, начальник отдела ВНИИ материалов электронной техники (ВНИИМЭТ, Калуга).
В 1993—2006 годах — заместитель генерального директора по науке ОАО «Аметист» ПО «Гранат» (Калуга), с 2014 Главный конструктор ОАО «Биметалл», председатель Совета директоров АО «Аметист».
Одновременно с 1974 г. на научной и преподавательской работе в Калужском филиале МВТУ им. Н. Э. Баумана — сначала по совместительству, с 2000 г. на штатной основе. Профессор кафедры «Конструирование и производство электронной аппаратуры», с 2001 г. зав. кафедрой промышленной экологии и химии, с 2018 г. профессор кафедры «Материаловедение и химия».
Доктор технических наук (1992).
Лауреат Государственных премий СССР (1981) и Российской Федерации (2003), Заслуженный деятель науки РФ (18.08.2009). Награждён медалью «За трудовую доблесть».
Автор 220 научных статей, 8 монографий. Получил 80 патентов и авторских свидетельств на изобретения.